# 음탕한 재키 엽서
“음탕한 재키” 엽서("Saucy Jacky" postcard)는 1888년 작성된 엽서 한 장이다. 엽서 작성자는 자기가 연쇄살인자 잭 더 리퍼라고 주장하고 있다. 당시 광역경찰청 및 언론사에 워낙 많은 가짜 편지들이 보내졌기 때문에 이 편지도 정말 화이트채플 연쇄살인사건의 진범이 작성한 게 맞는지 여부는 결정적이지 못하다. 그러나 수사진이 엽서를 복사해 필적을 추적하기도 했다.
편지 소인은 1888년 10월 1일자였으며, 세 번째와 네 번째 피해자인 엘리자베스 스트라이드와 캐서린 에도우스가 모두 9월 30일 아침에 살해당한 것을 두고 “더블이벤트”라고 부르고 있다. 일부 논자들은 "더블이벤트"가 발생하기 전에 엽서가 먼저 발송되어 사건을 예고한 것이었다고 주장하기도 하지만, 엽서 소인은 살인이 발생하고 최소 24시간 이후에야 찍혔다. 이때쯤이면 언론인 등을 중심으로 이미 사건 내용이 소문난 상태였다.

## 엽서 전문
엽서 내용은 다음과 같다.

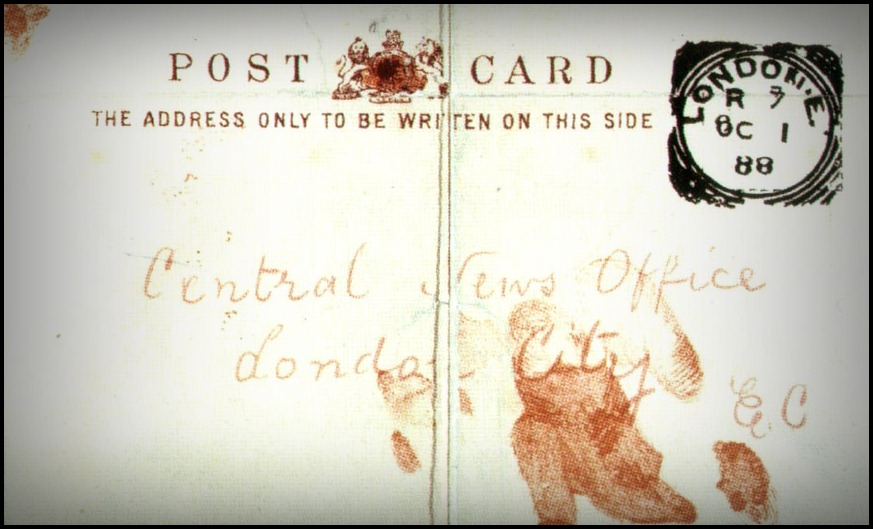
“음탕한 재키” 엽서의 사본

예전에 늙은 사장선생에게 충고를 해 줬던 건 장난질이 아니었는데, 너희들은 내일 음탕한 재키의 작업을 듣게 될 거야 이번에는 더블이벤트로 꺅꺅이 하나는 즉석에서 끝내기가 약간 불가할지도. 이번에는 귀를 잘라 경찰에게 보낼 시간은 없을 듯 먼젓번 편지를 내가 재차 작업을 하기 전까지 보관해준 것에 감사를.
잭 더 리퍼